# قرية بورتفيل (نيويورك)
قرية بورتفيل (بالإنجليزية: Portville (village), New York)‏ هي منطقة سكنية تقع في الولايات المتحدة في مقاطعة كاتاروغوس، نيويورك. يقدر عدد سكانها بـ 1,024 نسمة ومساحتها 2.1 كم2 وترتفع عن سطح البحر 436 متر.

## التركيبة السكانية
حدّد مكتب تعداد الولايات المتحدة بيانات التركيبة السكانية لقرية بورتفيل في تعداد الولايات المتحدة. في ما يلي، التركيبة السكانية حسب تعدادي 2000 و2010.

### تعداد عام 2000
بلغ عدد سكان قرية بورتفيل 1,024 نسمة بحسب تعداد عام 2000، وبلغ عدد الأسر 416 أسرة وعدد العائلات 271 عائلة مقيمة في القرية. في حين سجلت الكثافة السكانية 492.3 نسمة لكل كيلومتر مربع (1,275.1/ميل2). وبلغ عدد الوحدات السكنية 454 وحدة بمتوسط كثافة قدره 218.3 لكل كيلومتر مربع (565.4/ميل2).
وتوزع التركيب العرقي للقرية بنسبة 98.54% من البيض و0.59% من الأمريكيين الأفارقة و0.20% من الأمريكيين الأصليين و0.29% من الأعراق الأخرى و0.39% من عرقين مختلطين أو أكثر و0.39% من الهسبانيون أو اللاتينيون من أي عرق.
بلغ عدد الأسر 416 أسرة كانت نسبة 37.3% منها لديها أطفال تحت سن الثامنة عشر تعيش معهم، وبلغت نسبة الأزواج القاطنين مع بعضهم البعض 48.6% من أصل المجموع الكلي للأسر، ونسبة 13.5% من الأسر كان لديها معيلات من الإناث دون وجود شريك، بينما كانت نسبة 3.1% من الأسر لديها معيلون من الذكور دون وجود شريكة وكانت نسبة 34.9% من غير العائلات. تألفت نسبة 32.2% من أصل جميع الأسر من عدة أفراد يعيشون في نفس المنزل ونسبة 20% كانت تتألف من شخص يعيش بمفرده يبلغ من العمر 65 عاماً أو أكثر. وبلغ متوسط حجم الأسرة المعيشية 2.46، أما متوسط حجم العائلات فبلغ 3.11.
بلغ العمر الوسطي للسكان 37.3 عاماً. وكانت نسبة 29.7% من القاطنين تحت سن الثامنة عشر، وكانت نسبة 7.1% بين الثامنة عشر والرابعة والعشرين عاماً، ونسبة 25.1% كانت واقعةً في الفئة العمرية ما بين الخامسة والعشرين والرابعة والأربعين عاماً، ونسبة 20% كانت ما بين الخامسة والأربعين والرابعة والستين، ونسبة 18.1% كانت ضمن فئة الخامسة والستين عاماً فما فوق. يوجد لكل 100 أنثى 80.0 ذكر، ويوجد لكل 100 أنثى في الثامنة عشر من عمرها فما فوق 79.6 ذكر.
بلغ متوسط دخل الأسرة في القرية 31,210 دولارًا، أما متوسط دخل العائلة فبلغ 40,060 دولارًا. وكان متوسط دخل الذكور 30,885 دولارًا مقابل 21,563 دولارًا للإناث. وسجل دخل الفرد الخاص بالقرية 16,166 دولارًا. وكانت نسبة 11.1% من العائلات ونسبة 14.8% من السكان تحت خط الفقر، وكان من هؤلاء نسبة 22.1% تحت سن الثامنة عشر ونسبة 13.3% في الخامسة والستين من العمر وما فوق.

### تعداد عام 2010
بلغ عدد سكان قرية بورتفيل 1,014 نسمة بحسب تعداد عام 2010، وبلغ عدد الأسر 415 أسرة وعدد العائلات 273 عائلة مقيمة في القرية. في حين سجلت الكثافة السكانية 487.5 نسمة لكل كيلومتر مربع (1,262.6/ميل2). وبلغ عدد الوحدات السكنية 457 وحدة بمتوسط كثافة قدره 219.7 لكل كيلومتر مربع (569.0/ميل2).
وتوزع التركيب العرقي للقرية بنسبة 96.25% من البيض و1.18% من الأمريكيين الأفارقة و0.20% من الأمريكيين الأصليين و0.10% من الأمريكيين ذوي الأصول الآسيوية و0.10% من الأعراق الأخرى و2.17% من عرقين مختلطين أو أكثر و1.38% من الهسبانيون أو اللاتينيون من أي عرق.
بلغ عدد الأسر 415 أسرة كانت نسبة 36.9% منها لديها أطفال تحت سن الثامنة عشر تعيش معهم، وبلغت نسبة الأزواج القاطنين مع بعضهم البعض 46% من أصل المجموع الكلي للأسر، ونسبة 15.2% من الأسر كان لديها معيلات من الإناث دون وجود شريك، بينما كانت نسبة 4.6% من الأسر لديها معيلون من الذكور دون وجود شريكة وكانت نسبة 34.2% من غير العائلات. تألفت نسبة 28.2% من أصل جميع الأسر من عدة أفراد يعيشون في نفس المنزل ونسبة 14.7% كانت تتألف من شخص يعيش بمفرده يبلغ من العمر 65 عاماً أو أكثر. وبلغ متوسط حجم الأسرة المعيشية 2.44، أما متوسط حجم العائلات فبلغ 3.00.
بلغ العمر الوسطي للسكان 37.6 عاماً. وكانت نسبة 27.4% من القاطنين تحت سن الثامنة عشر، وكانت نسبة 7.8% بين الثامنة عشر والرابعة والعشرين عاماً، ونسبة 24.4% كانت واقعةً في الفئة العمرية ما بين الخامسة والعشرين والرابعة والأربعين عاماً، ونسبة 24.8% كانت ما بين الخامسة والأربعين والرابعة والستين، ونسبة 15.7% كانت ضمن فئة الخامسة والستين عاماً فما فوق. وتوزع التركيب الجنسي للسكان بنسبة 46.4% ذكور و53.6% إناث.